# Hypnosqualea
Die Einteilung der Lebewesen in Systematiken ist kontinuierlicher Gegenstand der Forschung. So existieren neben- und nacheinander verschiedene systematische Klassifikationen. 
Das hier behandelte Taxon ist durch neue Forschungen obsolet geworden oder ist aus anderen Gründen nicht Teil der in der deutschsprachigen Wikipedia dargestellten Systematik.
Die Hypnosqualea sind eine Gruppe der Knorpelfische (Chondrichthyes), die die Engelhaie (Squantiniformes), die Sägehaiartige (Pristiophoriformes) und die vier Ordnungen der Rochen (Batoidei) umfasst. Die „Hypnosqualea-Hypothese“ wurde 1996 von Shirai aufgestellt.
Als Schwestertaxon gilt der ausgestorbene Hai Protospinax, der wie ein früher Engelshai aussieht.

## Systematik
- Hypnosqualea
  - Engelhaie (Squantiniformes)
  - Sägehaiartige (Pristiophoriformes)
  - Rochen
    - Torpediniformes
    - Pristiformes
    - Rajiformes
    - Myliobatiformes